# 食料・農業・農村政策審議会
食料・農業・農村政策審議会（しょくりょう・のうぎょう・のうそんせいさくしんぎかい、英語: Council of Food, Agriculture and Rural Area Policies）は、日本の農林水産省におかれている審議会である。農政審（のうせいしん）と略すこともある。

## 概要
食料・農業・農村基本法第39条に基づき、農林水産省に設置されている審議会である。食料・農業・農村白書と食料・農業・農村基本計画を策定する際には、本審議会の意見を聴かなければいけないことになっている。
食料・農業・農村基本法の他には、以下の法律が規定する事項についても所掌している。
| - 土地改良法 - 家畜改良増殖法 - 家畜伝染病予防法 - 飼料需給安定法 - 酪農及び肉用牛生産の振興に関する法律 - 果樹農業振興特別措置法 - 畜産物の価格安定に関する法律 - 砂糖及びでん粉の価格調整に関する法律 - 加工原料乳生産者補給金等暫定措置法 | - 農業振興地域の整備に関する法律 - 卸売市場法 - 肉用子牛生産安定等特別措置法 - 食品流通構造改善促進法 - 主要食糧の需給及び価格の安定に関する法律 - 食品循環資源の再生利用等の促進に関する法律 - 農業の担い手に対する経営安定のための交付金の交付に関する法律 - 有機農業の推進に関する法律 - 中小企業者と農林漁業者との連携による事業活動の促進に関する法律 |

## 部会
- 企画部会
- 食料産業部会
- 食糧部会
- 家畜衛生部会
- 甘味資源部会
- 果樹・有機部会
- 畜産部会
- 農業共済部会
- 農業農村振興整備部会

## 委員
審議会を構成する委員は、定員が30人以内で任期は2年であり農林水産大臣によって任命される。審議会を代表する会長については、委員の互選によって選任されることとしている。

### 歴代会長
| 代 | 氏名       | 就任時の肩書                          | 選出会合       |
| -- | ---------- | ------------------------------------- | -------------- |
| 1  | 今村奈良臣 | 日本女子大学 教授                     | 第1回          |
| 2  | 八木宏典   | 東京大学大学院農学生命科学研究科 教授 | 第4回、第12回  |
| 3  | 林良博     | 東京大学大学院農学生命科学研究科 教授 | 第16回、第21回 |
| 4  | 熊倉功夫   | 静岡文化芸術大学 学長                 | 第25回         |
| 5  | 生源寺眞一 | 名古屋大学大学院生命農学研究科 教授   | 第27回、第30回 |
| 6  | 中嶋康博   | 東京大学大学院農学生命科学研究科 教授 | 第32回         |
| 7  | 高野克己   | 東京農業大学 学長                     | 第34回         |